# USS Coronado (LCS-4)
Pour les autres navires du même nom, voir USS Coronado.
L'USS Coronado (LCS-4) est une frégate légère à coque trimaran, furtive et modulaire de l'United States Navy. C'est un Littoral combat ship (LCS) de classe Independence, nommé d'après la ville de Coronado en Californie.

## Historique
Depuis ce navire, des essais de missiles antinavires Naval Strike Missile ont lieu en septembre 2014, le 25 juillet 2016, un tir de missile antinavire AGM-84 Harpoon Block IC est effectué.

## Galerie

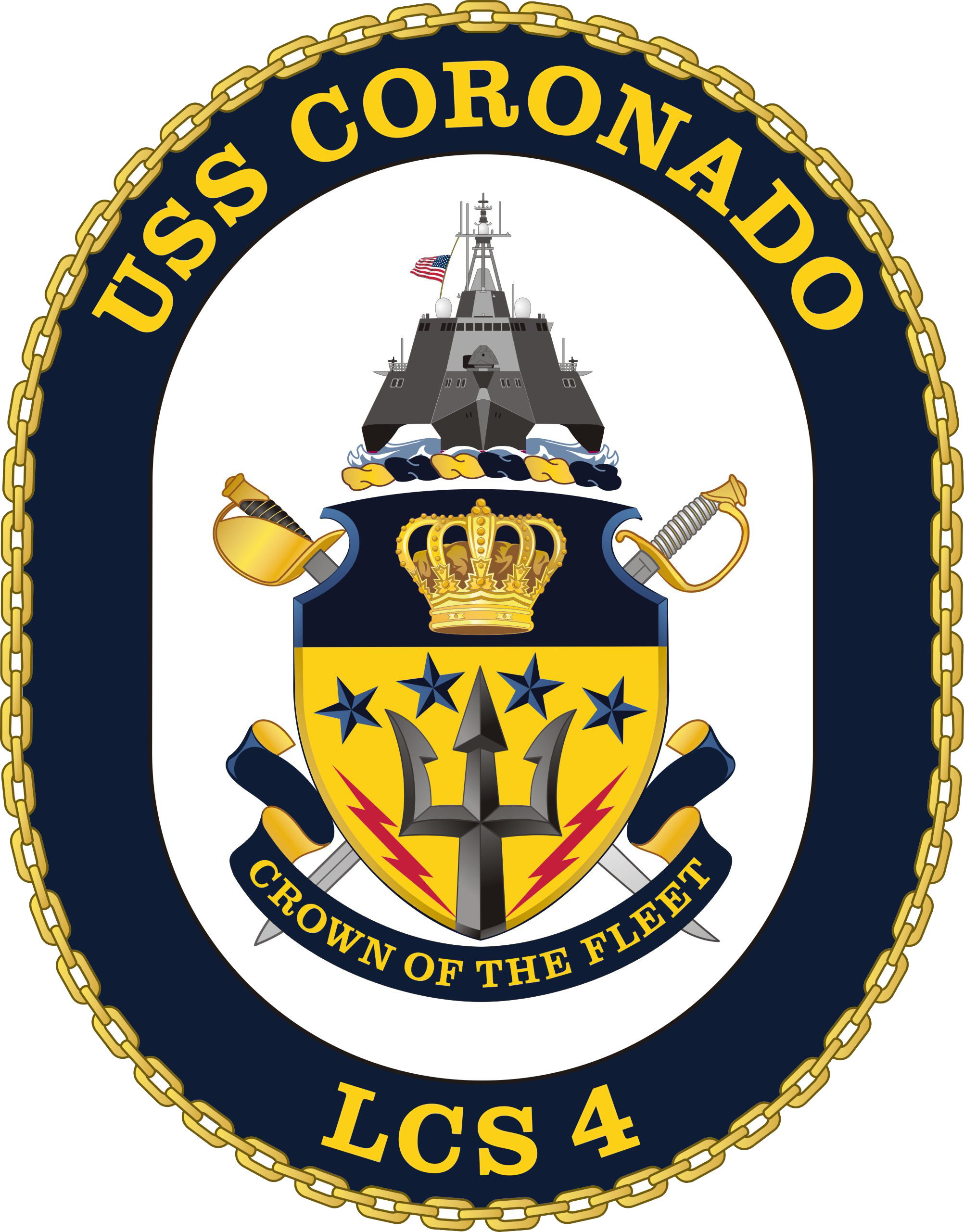
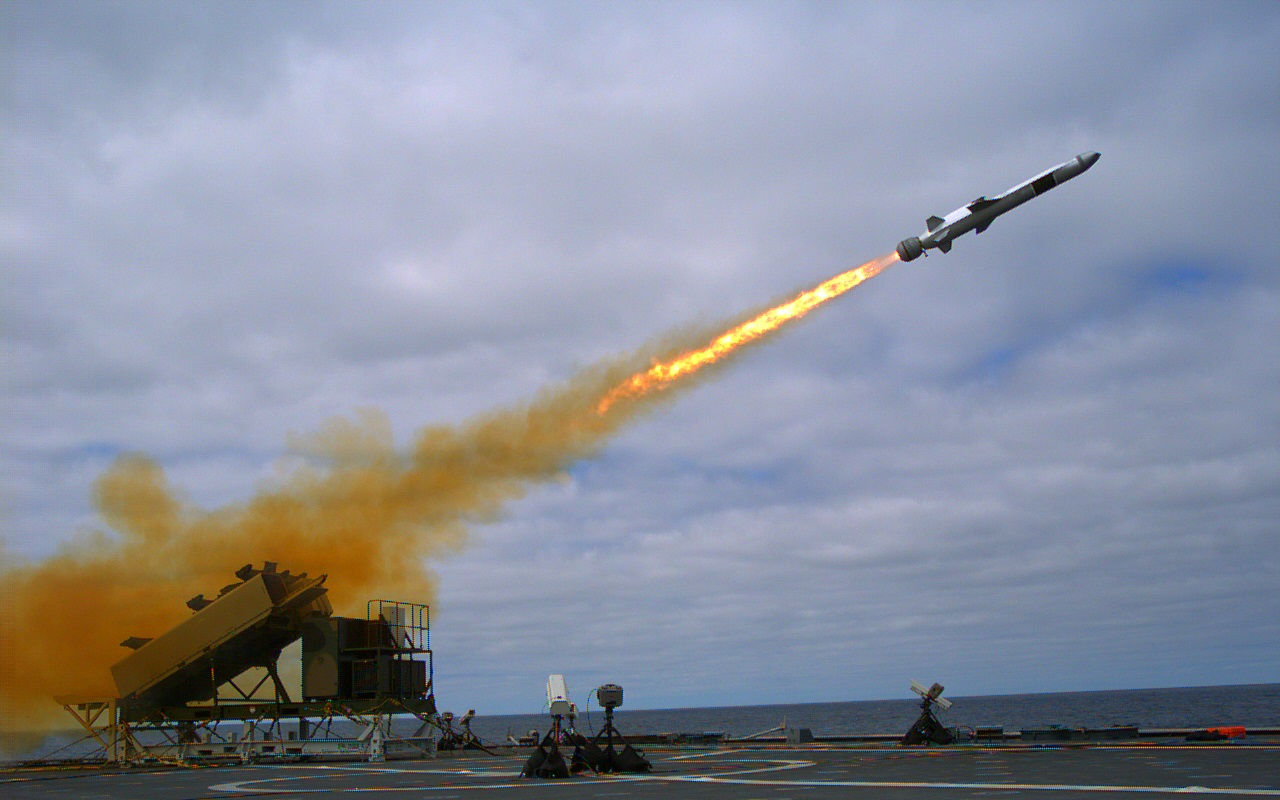
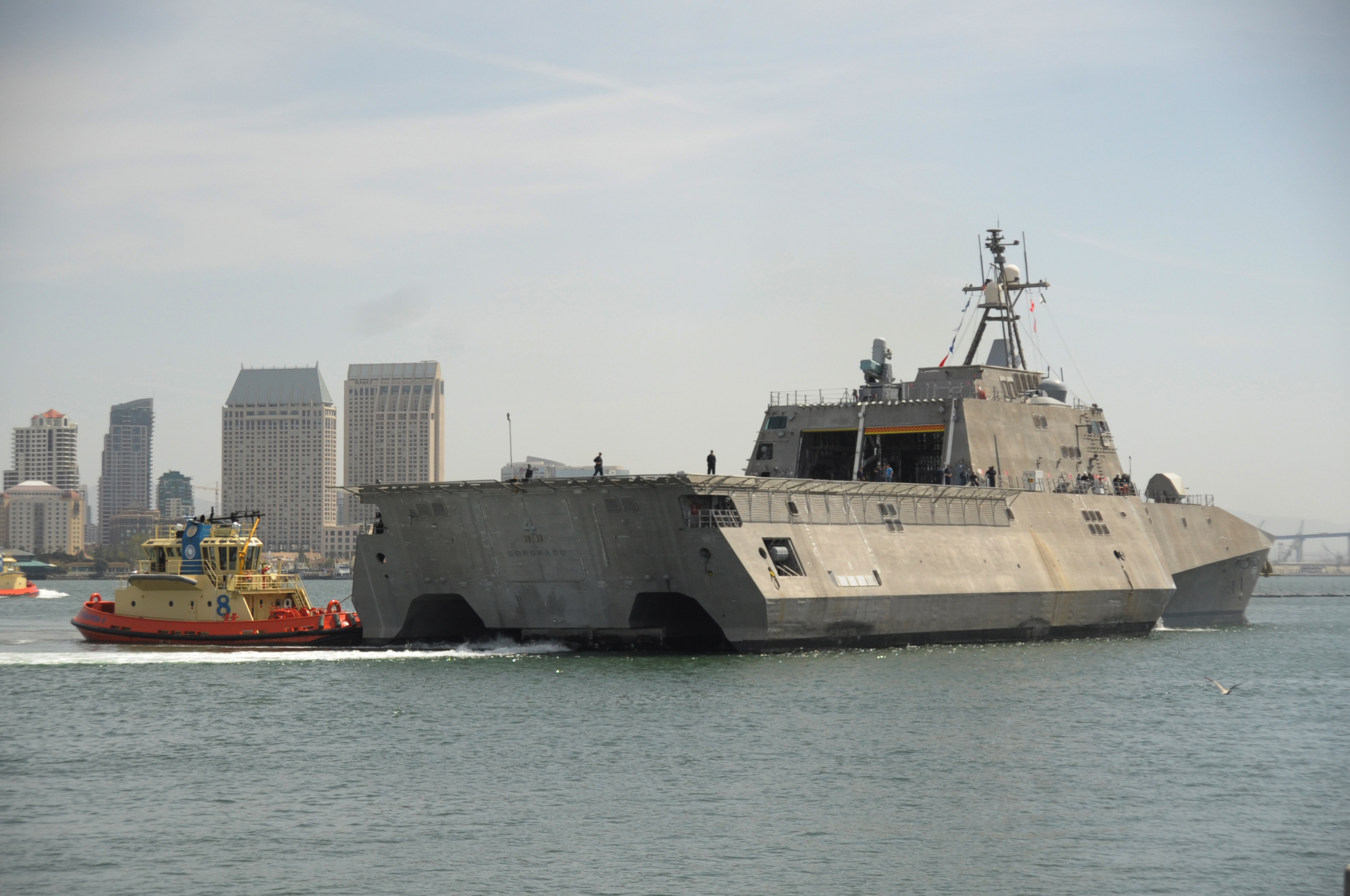
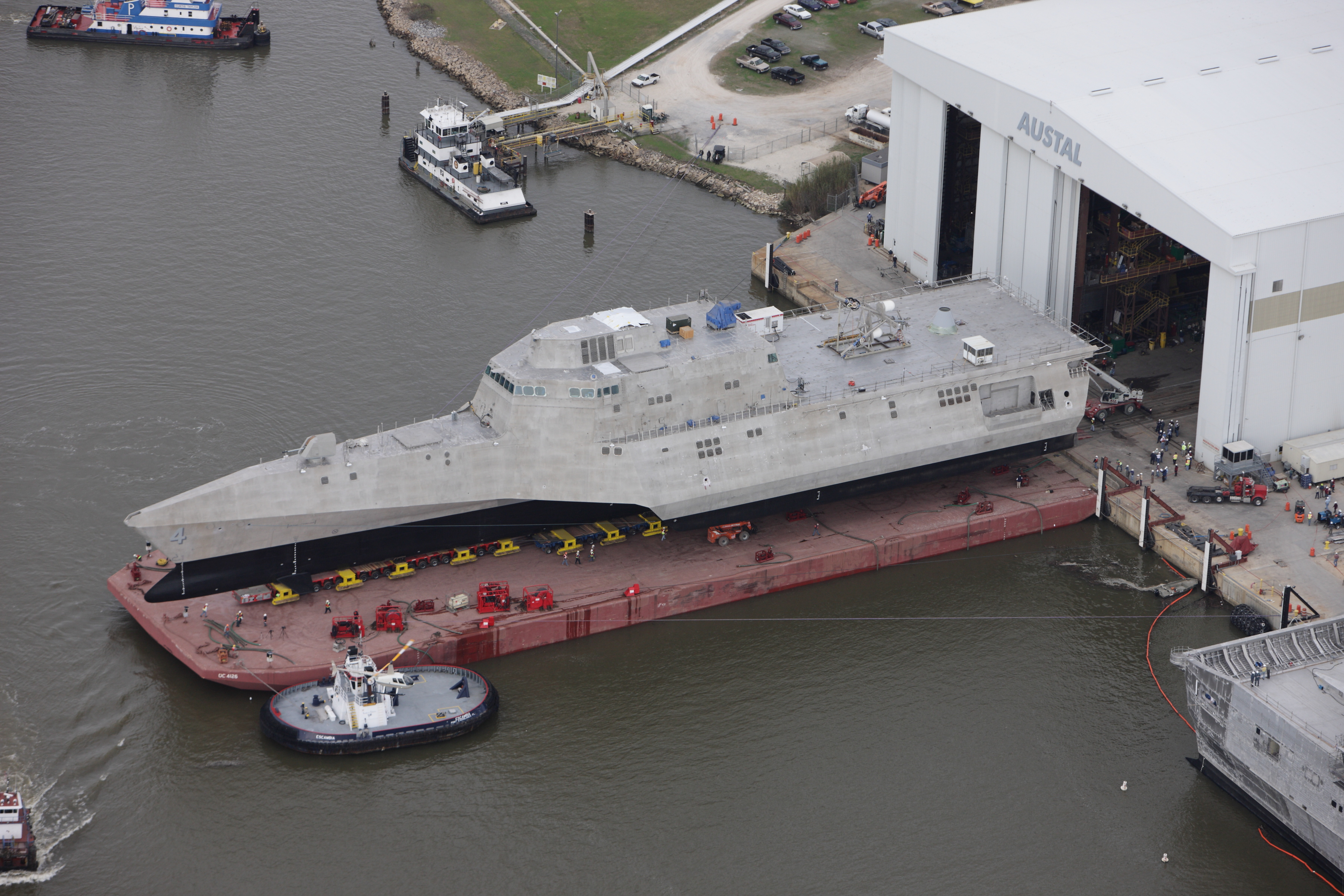

## Culture populaire
- L'USS Coronado tient un rôle de premier plan pour résister à l'invasion chinoise au début du roman La Flotte fantôme, avant d'être remplacé par l'USS Zumwalt.